# Survivor Series: WarGames (2024)
Survivor Series: WarGames 2024 fue un evento de pago por visión de lucha libre profesional y de WWE Network producido por WWE para sus divisiones de marca Raw y SmackDown que tuvo lugar el 30 de noviembre de 2024 en el Rogers Arena en Vancouver, Canadá. Fue el trigésimo octavo evento bajo la cronología de Survivor Series y la tercera consecutiva que incluye el concepto WarGames.

## Producción
Survivor Series es un evento anual de pago por visión (PPV) y WWE Network, producido por WWE cada noviembre desde 1987. Es el segundo evento de pago por visión con más años de la historia, sólo por detrás de WrestleMania, y uno de los cinco eventos más importantes del año, junto con el mencionado WrestleMania, SummerSlam, Royal Rumble y Money in the Bank. Se caracteriza por tener combates de Survivor Series, que son luchas de eliminación, las que suelen enfrentar a equipos de cuatro o cinco luchadores. Sin embargo, el 19 de septiembre de 2022, el ejecutivo de WWE, Paul «Triple H» Levesque, anunció que en lugar de combates de Survivor Series, ese año habría dos combates de WarGames, uno masculino y otro femenino, los cuales serían de 5 contra 5, marcando la primera vez que un PPV de WWE contaría con este combate. El evento de 2022 pasó a llamarse Survivor Series: WarGames. La marca de desarrollo de WWE NXT celebró anteriormente un PPV anual WarGames entre 2017 y 2021. El evento de 2024 será el número 38 de la cronología de Survivor Series.

## Antecedentes
En SummerSlam, Gunther derrotó a Damian Priest y ganó el Campeonato Mundial de Peso Pesado. Tres meses más tarde, en el episodio del 4 de noviembre de Raw, Priest se impuso a Sheamus, «Dirty» Dominik Mysterio y Seth «Freakin» Rollins en un Fatal Four-Way Match y obtuvo una revancha por el título, la cual fue confirmada para Survivor Series: WarGames.
Desde 2021 hasta 2023, Roman Reigns y sus primos The Usos (Jey Uso y Jimmy Uso) lideraron el stable The Bloodline, manejado por Paul Heyman, ostentando el Campeonato Universal Indiscutible de la WWE y los Campeonatos Indiscutibles en Parejas de la WWE, respectivamente, hasta sus derrotas en WrestleMania 39 y XL, respectivamente. También durante este tiempo, Sami Zayn se unió como miembro honorario hasta enero de 2023, con el hermano menor de The Usos, Solo Sikoa, también uniéndose. Después de una lucha interna, The Usos dejaron el grupo y salieron victoriosos durante la lucha por equipos Bloodline Civil War en Money in the Bank de 2023; sin embargo, The Usos se separaron, con Jey mudándose a Raw y Jimmy permaneciendo en SmackDown y reincorporándose a The Bloodline, pero a pesar de estar en marcas diferentes, esto llevó a una lucha en WrestleMania XL donde Jey derrotó a Jimmy.  Reigns también perdió el Campeonato Universal Indiscutible de la WWE ante Cody Rhodes en el evento. En los meses posteriores a la derrota de Reigns, Sikoa asumió el liderazgo de The Bloodline mientras exiliaba por la fuerza a Jimmy y Heyman, y excomulgaba a Reigns, agregando posteriormente a Tama Tonga, Tonga Loa y Jacob Fatu. Reigns regresó en SummerSlam, comenzando una rivalidad con Sikoa, mientras que Jimmy regresó en Bad Blood, lo que llevó a una reunión de Reigns y The Usos. En Crown Jewel, Reigns y The Usos perdieron ante Sikoa, Fatu y Tama después de la interferencia de Loa, con Sikoa cubriendo a Reigns. Después del combate, The Bloodline de Sikoa superó en número a Reigns y The Usos hasta que Zayn de Raw salió a salvarlos, sin embargo, Zayn realizó accidentalmente una Helluva Kick en Reigns destinada a Sikoa. En el siguiente Raw, Zayn fue confrontado por The Usos, y Jimmy alegó que Zayn atacó a Reigns a propósito. Jey entonces instó a Zayn a aparecer en SmackDown de esa semana para reconciliarse con Reigns. En SmackDown, Zayn le dijo a Reigns que la patada fue un accidente y afirmó que se sentía bien hacer equipo con Reigns y The Usos nuevamente, sin embargo, solo se reuniría con ellos contra The Bloodline de Sikoa, si Reigns se disculpaba con Jey por su maltrato pasado hacia él, pero Reigns se negó. Más tarde esa noche, Reigns confrontó a Sikoa y su Bloodline con Sikoa desafiando a Reigns y un equipo de su elección a un WarGames Match en Survivor Series: WarGames. Sikoa luego presentó a Zayn como el quinto miembro de su equipo, sin embargo, Zayn atacó a Sikoa con Reigns reconociendo a Zayn, reuniendo oficialmente la iteración original de The Bloodline (Reigns, The Usos y Zayn). Luego se anunció que se enfrentarían al The New Bloodline en un combate de WarGames en el evento con un quinto miembro de cada equipo por determinar.  En el episodio del 15 de noviembre de SmackDown , el Bloodline de Sikoa reclutó a «Big» Bronson Reed de Raw,  mientras que la semana siguiente, Heyman regresó y reveló a su antiguo cliente, CM Punk de Raw, como el quinto miembro del The OG Bloodline. En el episodio del 29 de noviembre de SmackDown, Punk explicó que se unió al equipo de Reigns para vengarse de lo que The Bloodline de Sikoa le hizo a Heyman y que Heyman le debía un favor por aceptar la lucha. Más tarde esa noche, Fatu derrotó a Jey para obtener la ventaja de WarGames.
En Bad Blood, Liv Morgan defendió el Campeonato Mundial Femenino de Raw contra Rhea Ripley, que Ripley ganó por descalificación después de ser atacada por Raquel Rodríguez, quien regresaba; Morgan retuvo ya que los campeonatos no cambian de manos por descalificación o conteo a menos que se estipule. Rodríguez posteriormente se convirtió en miembro de The Judgment Day junto a Morgan. En el episodio del 29 de octubre de NXT, Ripley fue brutalmente atacada por Morgan y Rodríguez en el estacionamiento del WWE Performance Center , sufriendo una lesión en el hueso orbital, lo que la dejó fuera de acción indefinidamente. En Crown Jewel el 2 de noviembre, Morgan derrotó a la Campeona Femenina de la WWE de SmackDown, Nia Jax, para ganar inaugural Campeonato Femenino Crown Jewel de WWE después de la interferencia de Rodríguez y «Dirty» Dominik Mysterio. En el siguiente episodio de Raw, Morgan, Rodríguez y Mysterio celebraron su victoria antes de ser interrumpidos por las poseedoras del Campeonato de Parejas Femeninas de la WWE, Bianca Belair y Jade Cargill y se produjo una pelea entre los dos equipos. Más tarde esa noche, se llevó a cabo una Battle Royal para determinar la próxima retadora de Morgan, durante la cual Morgan y Rodríguez eliminaron a Belair y Cargill a pesar de no estar involucrados en el combate, que finalmente fue ganado por Iyo Sky. Belair y Cargill luego derrotaron a Morgan y Rodríguez en el siguiente episodio para retener sus títulos.  En SmackDown de ese viernes , Morgan y Rodríguez atacaron a Belair y Cargill tras bastidores durante la defensa del título de Jax contra Naomi, que finalmente ganó después de la interferencia de sus aliadas, Tiffany Stratton y Candice LeRae. En el siguiente episodio de Raw , el equipo de Belair, Cargill, Naomi y Sky se enfrentó al equipo de Morgan, Rodríguez, Jax, Stratton y LeRae antes de que Ripley hiciera un regreso sorpresa como el quinto miembro del equipo de Belair. Ripley declaró WarGames y los dos equipos se enfrentarán en un WarGames Match  que posteriormente se programó para Survivor Series: WarGames. Durante el episodio del 22 de noviembre de SmackDown, Cargill fue atacada tras bambalinas por un asaltante desconocido, dejándola fuera de acción indefinidamente. Tres días después en Raw, Belair derrotó a Jax tras la interferencia de Bayley, obteniendo la ventaja en WarGames. Bayley se unió posteriormente al equipo de Belair como reemplazo de Cargill.
En el episodio del 18 de noviembre de Raw, Bron Breakker defendió el Campeonato Intercontinental contra Sheamus. Durante la lucha, Ludwig Kaiser de Imperium, quien había estado envuelto en una rivalidad con Sheamus durante los últimos meses, atacó a Breakker, lo que provocó una victoria por descalificación para que Breakker retuviera el título. La semana siguiente, Breakker se enfrentó a Kaiser en una lucha sin título, que terminó con una victoria por descalificación para Kaiser después de que Sheamus lo atacara. Posteriormente se produjo una pelea entre los tres hombres. El gerente general de Raw, Adam Pearce, programó entonces a Breakker para defender el título contra Sheamus y Kaiser en una lucha de triple amenaza en Survivor Series: WarGames.
Después de la exitosa defensa del Campeonato de los Estados Unidos por parte de LA Knight en el episodio del 15 de noviembre de SmackDown, fue brutalmente atacado por un Shinsuke Nakamura que regresaba, quien atacaría a Knight una vez más la semana siguiente después de otra exitosa defensa del título. Durante el episodio del 25 de noviembre de Raw, se anunció que Knight defendería el título contra Nakamura en Survivor Series: WarGames.

## Resultados
- Rhea Ripley, Naomi, Iyo Sky, Bianca Belair & Bayley derrotaron a The Judgment Day (Liv Morgan & Raquel Rodríguez), Nia Jax, Tiffany Stratton & Candice LeRae en un WarGames Match (38:15).[7]
  - Ripley cubrió a Morgan después de un «Riptide» desde la tercera cuerda sobre una mesa.
- Shinsuke Nakamura derrotó a LA Knight y ganó el Campeonato de los Estados Unidos (9:45).[9]
  - Nakamura cubrió a Knight después de un «Kinshasa» en la nuca.
- Bron Breakker derrotó a Sheamus y Ludwig Kaiser y retuvo el Campeonato Intercontinental (14:25).[8]
  - Breakker cubrió a Sheamus después de un «Spear».
- Gunther derrotó a Damian Priest y retuvo el Campeonato Mundial de Peso Pesado (19:20).[10]
  - Gunther ganó la lucha después de dejar inconsciente a Priest con un «Sleeperhold».
  - Durante la lucha, Finn Bálor interfirió en contra de Priest, pero fue atacado por Gunther.
- The OG Bloodline (Roman Reigns, Jey Uso, Jimmy Uso & Sami Zayn) & CM Punk (con Paul Heyman) derrotaron a The New Bloodline (Solo Sikoa, Jacob Fatu, Tama Tonga & Tonga Loa) & «Big» Bronson Reed en un WarGames Match (41:55).[6]
  - Reigns cubrió a Sikoa después de un «Double Superkick» de Jimmy & Jey, un «Helluva Kick» de Zayn, un «GTS» de Punk y un «Spear».